# 哈里斯鎮區 (密歇根州)
哈里斯鎮區（英語：Harris Township）是位於美國密歇根州梅諾米尼縣的一個行政鎮區。

## 地方資料
哈里斯鎮區的面積為371.40平方千米，當中陸地面積為371.10平方千米，而水域面積為0.30平方千米。根據2020年美國人口普查的數據，當地共有人口2113人，而人口密度為每平方千米5.69人。